# 消化酵素
消化酵素（しょうかこうそ、digestive enzyme）は、消化に使われる酵素のことで、消化の後に栄養の吸収につながる。分解される栄養素によって炭水化物分解酵素、タンパク質分解酵素、脂肪分解酵素などに分けられる。生物が食物を分解するために産生する。発酵によっても産生される。食品加工、洗剤として使用される。19世紀末には消化酵素製剤（消化剤、消化薬）が登場し、日本では20世紀半ばに盛んに胃腸薬が開発されることになった。

## 炭水化物分解酵素
唾液
- アミラーゼ（プチアリン） – 多糖であるデンプンを主に二糖であるマルトース（麦芽糖）に変える。

膵液
- アミラーゼ（アミロプシン） – 多糖であるデンプンを主に二糖であるマルトースに変える。

腸液
- スクラーゼ –二糖であるスクロース（ショ糖、蔗糖）を単糖であるグルコース（ブドウ糖）とフルクトース（果糖）に変える。
- マルターゼ –二糖であるマルトースを単糖であるグルコース(ブドウ糖)に変える。
- ラクターゼ –二糖であるラクトース（乳糖）を単糖であるグルコースとガラクトースに変える。

## タンパク質分解酵素
一般にプロテアーゼ（広義のペプチダーゼ）と呼ばれる。また、腸液に含まれるプロテアーゼの混合物はエレプシンと呼ばれる。
胃液
- ペプシン – タンパク質をペプトンにする。
- レンネット

膵液
- トリプシン – タンパク質やペプトンをポリペプチドやオリゴペプチドにする。塩基性アミノ酸残基にはたらく。
- キモトリプシン – タンパク質やペプトンをポリペプチドやオリゴペプチドにする。芳香族アミノ酸残基にはたらく。
- エラスターゼ – タンパク質やペプトンをポリペプチドやオリゴペプチドにする。脂肪族アミノ酸残基にはたらく。
- カルボキシペプチダーゼA – タンパク質のカルボキシル末端のペプチド結合を切断して中性、酸性アミノ酸を遊離させる。
- カルボキシペプチダーゼB – タンパク質のカルボキシル末端のペプチド結合を切断して塩基性アミノ酸を遊離させる。

腸液
- アミノペプチダーゼN – タンパク質のアミノ末端のペプチド結合を切断してアミノ酸を遊離させる。

## 脂肪分解酵素
全部
- リパーゼ – 脂肪（トリグリセリド）を最終的にモノグリセリドと脂肪酸に分解する。

※唾液には少量含まれる。リパーゼが腸液に含まれるとするかは解釈が分かれている。

## 消化酵素製剤としての利用
日本では一般に胃腸薬（胃薬）として、「消化異常症状の改善」の効能で消化酵素のみ、または制酸薬や漢方を配合して販売されている。アメリカでは、同じ目的での濃厚なパンクレアチンが医薬品であるだけでその他の消化酵素製剤はサプリメント（食品）として販売されている。
乳糖不耐症でもラクターゼ製剤が市販されている。セリアック病では研究段階である。
膵臓の産生する消化酵素の消化能力を上回るほど食べたり、膵臓に機能不全がある場合には問題が生じやすい。膵外分泌機能不全にはよく消化酵素製剤が使われるが、腹痛、消化・吸収不良、便中の脂肪分といった症状をもち、その一般的な原因は慢性膵炎で、慢性膵炎の7割はアルコールの乱用が原因となる。
慢性膵炎、膵臓癌、嚢胞性線維症、糖尿病の膵外分泌機能不全では、膵臓酵素製剤が治療法となり、医薬品が承認されている。まれな病気である嚢胞性線維症では、濃厚なパンクレアチン、またはその製剤であるパンクレリパーゼが使われるが、日本での商品名はリパクレオンで2011年から処方されている。パンクレリパーゼには消化異常症状への効果はない。
麹菌由来の消化酵素へのアレルギーは日本では30年間で3例しか報告がない。
剤形
消化されないよう脂溶性の加工を施すことで、膵外分泌機能不全や脂肪便症での研究では、そうした加工のない消化酵素剤よりも使用量を減らすことができた。

### 評価
障害をもつ高齢者では消化吸収能力が低下していると考え、93人の高齢者で研究したところ、市販の消化酵素剤（ビオジアスターゼ2000 135mg、リパーゼAP 30mg、ニューラーゼ90mgを含む）を服用したグループでは血清アルブミンとHDLコレステロールを有意に上昇させたため、栄養状態が改善されたとみなせる。
2021年の調査で、15研究から、口から摂取したタンパク質分解酵素は、がんの補完療法として利益が明確ではなく、副作用は少なかった。

## 植物
パイナップルにはタンパク質分解酵素のブロメラインが含まれ、緑のキウイにはアクチニジンが、メロンにはククミシンが含まれるが、これらの果汁を使っても実際にたんぱく質を分解することができる。大根おろしにはでんぷんを分解するような酵素の量が含まれている。

## 歴史

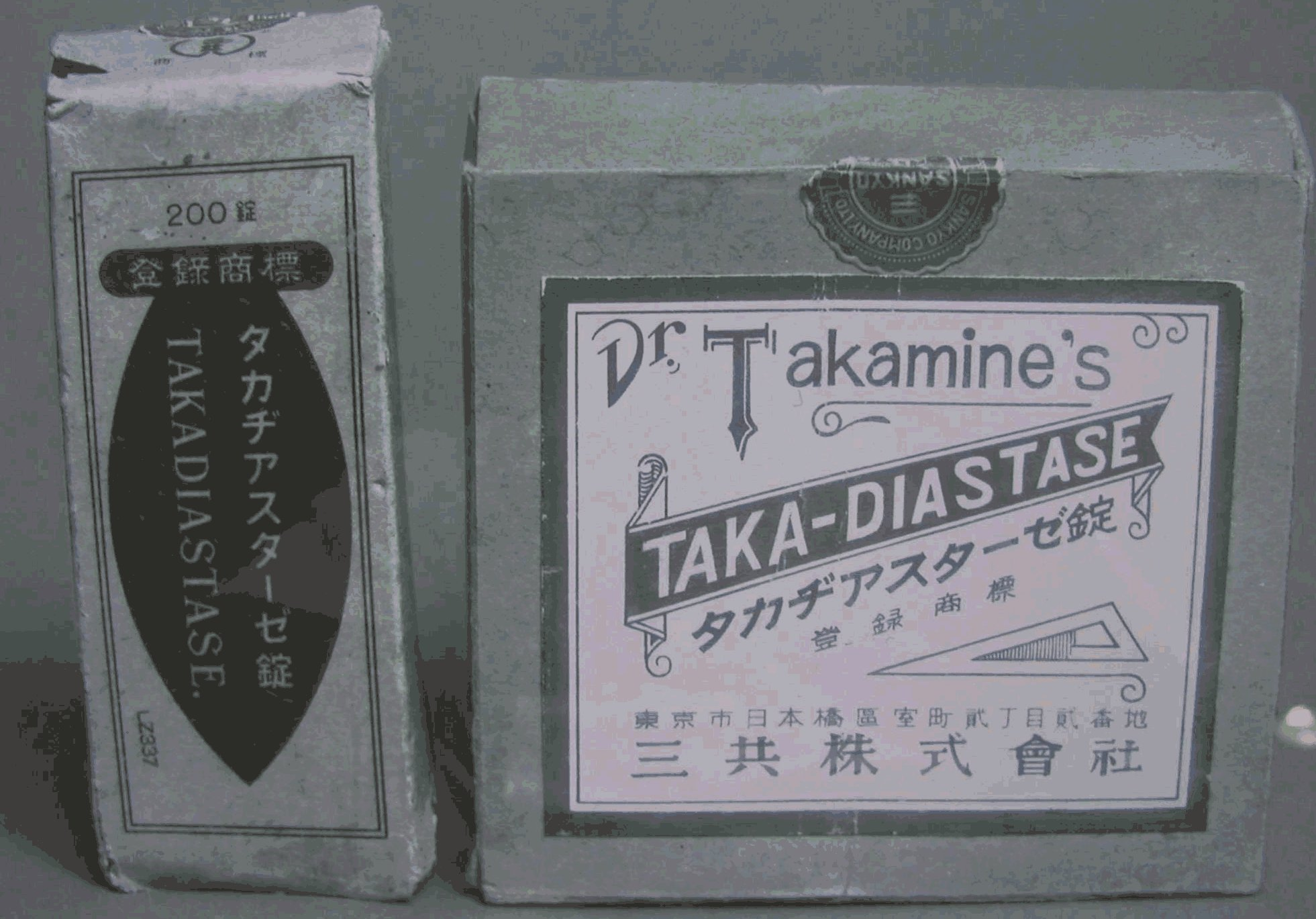
古いタカジアスターゼの包装。

世界初の消化酵素製剤では、化学者の高峰譲吉は、小麦ふすまを麹菌で発酵することでタカジアスターゼを開発し1895年に胃腸薬のTAKA-DIASTASEとしてアメリカで発売された。タカジアスターゼはニホンコウジカビ (Aspergillus oryzae) が産生した消化酵素のことで、アミラーゼやプロテアーゼなど各種の消化酵素が含まれている。
内務省伝染病研究所で研究していた栄養学者の佐伯矩は、1904年に大根の消化酵素を「ラファヌス・ジアスターゼ」として発見して発表し、大衆に大根おろしの利用を促したとされる。1905年には、胃腸の調子が悪かった夏目漱石の小説『吾輩は猫である』の作品中に、タカジアスターゼや大根おろしが登場した。
その後、日本での消化酵素剤の展開は1948年に麦芽由来のジアスターゼが発売されて以降、繊維を分解するセルラーゼ活性のあるビオジアスターゼも発売され（麹菌由来）、またキャベジンや太田胃散など消化酵素以外の成分も含む様々な胃腸薬が登場してきた。プロテアーゼ製剤のモルシンでは、焼酎用の黒麹菌が産生される。消化酵素を含む総合胃腸薬は、日本では1960年代には20種類以上が発売開始され一種のブームとなった。間があき2011年にパンクレリパーゼが発売された。